# 小行星4947
小行星4947（英語：4947 Ninkasi）是一颗围绕太阳公转的小行星。1988年10月12日，卡罗琳·舒梅克在帕洛马山发现了此天体。
这颗小行星的绝对星等为192.8598585789227等。小行星4947以蘇美神話的啤酒女神寧卡西命名。